# Grup de la jahnsita
El grup de la jahnsita és un grup de minerals fosfats hidratats que cristal·litzen en el sistema monoclínic, amb fórmula general: XM1M2₂M3₂(H₂O)₈(OH)₂(PO₄)₄. Segons el catió dominantel al lloc M3 les espècies que formen aquest grup es divideixen en dos subgrups: el subgrup de la jahnsita, si M3 = Fe3+, i el subgrup de la whiteïta, si M3 = Al.
| Subgrup de la jahnsita | Subgrup de la jahnsita                                     |
| Espècie                | Fórmula                                                    |
| ---------------------- | ---------------------------------------------------------- |
| Jahnsita-(CaFeFe)      | {Ca}{Fe2+}{Fe2+ 2}{Fe3+ 2}(PO₄)₄(OH)₂·8H₂O                 |
| Jahnsita-(CaFeMg)      | CaFe2+Mg₂Fe3+ 2(PO₄)₄(OH)₂·8H₂O                            |
| Jahnsita-(CaMnFe)      | {Ca}{Mn2+}{Fe2+ 2}{Fe3+ 2}(PO₄)₄(OH)₂·8H₂O                 |
| Jahnsita-(CaMnMg)      | {Ca}{Mn2+}{(Mg,Fe2+)₂}{Fe2+ 2}(PO₄)₄(OH)₂·8H₂O             |
| Jahnsita-(CaMnMn)      | {Ca}{Mn2+}{Mn2+ 2}{Fe3+ 2}(PO₄)₄(OH)₂·8H₂O                 |
| Jahnsita-(CaMnZn)      | CaMn2+Zn₂Fe3+ 2(PO₄)₄(OH)₂·8H₂O                            |
| Jahnsita-(MnMnFe)      | Mn2+Mn2+Fe2+ 2Fe3+ 2(PO₄)₄(OH)₂·8H₂O                       |
| Jahnsita-(MnMnMg)      | Mn2+Mn2+Mg₂Fe3+ 2(PO₄)₄(OH)₂·8H₂O                          |
| Jahnsita-(MnMnMn)      | {Mn2+}{Mn2+}{Mn2+ 2}{Fe3+ 2}(PO₄)₄(OH)₂·8H₂O               |
| Jahnsita-(MnMnZn)      | Mn2+Mn2+Zn₂Fe3+ 2(PO₄)₄(OH)₂·8H₂O                          |
| Jahnsita-(NaFeMg)      | NaFe3+Mg₂Fe3+ 2(PO₄)₄(OH)₂·8H₂O                            |
| Jahnsita-(NaMnMg)      | {(Na,Ca)}{(Mn2+,Fe3+)}{(Mg,Fe3+)₂}{Fe3+ 2}(PO₄)₄(OH)₂·8H₂O |
| Jahnsita-(NaMnMn)      | NaMn2+(Mn2+Fe3+)Σ2Fe3+₂(PO₄)₄(OH)₂·8H₂O                    |
| Keckita                | CaMn2+Fe₂3+Fe₂3+(PO₄)₄(OH)₃(H₂O)₇                          |

| Subgrup de la whiteïta | Subgrup de la whiteïta                                         |
| Espècie                | Fórmula                                                        |
| ---------------------- | -------------------------------------------------------------- |
| Rittmannita            | {(Mn2+,Ca)}{Mn2+}{(Fe2+,Mn2+,Mg)₂}{(Al,Fe3+)₂}(PO₄)₄(OH)₂·8H₂O |
| Whiteïta-(CaFeMg)      | {Ca}{(Fe2+,Mn2+)}{Mg₂}{Al₂}(PO₄)₄(OH)₂·8H₂O                    |
| Whiteïta-(CaMgMg)      | CaMg₃Al₂(PO₄)₄(OH)₂·8H₂O                                       |
| Whiteïta-(CaMnFe)      | CaMnFe₂Al₂(PO₄)₄(OH)₂·8H₂O                                     |
| Whiteïta-(CaMnMg)      | {Ca}{Mn2+}{Mg₂}{Al₂}(PO₄)₄(OH)₂·8H₂O                           |
| Whiteïta-(CaMnMn)      | {Ca}{Mn2+}{Mn₂}{Al₂}(PO₄)₄(OH)₂·8H₂O                           |
| Whiteïta-(MnFeMg)      | {(Mn2+,Ca)}{(Fe2+,Mn2+)}{Mg₂}{Al₂}(PO₄)₄(OH)₂·8H₂O             |
| Whiteïta-(MnMnMg)      | MnMnMg₂Al₂(PO₄)₄(OH)₂·8H₂O                                     |
| Whiteïta-(MnMnMn)      | Mn2+Mn2+Mn2+ 2Al₂(PO₄)₄(OH)₂·8H₂O                              |

Als territoris de parla catalana ha estat descrita la jahnsita-(CaMnFe) als camps de pegmatites de Cotlliure i Argelers, totes dues localitats a la comarca del Rosselló.